# Dario Vizinger
Dario Vizinger, né le 6 juin 1998 à Čakovec en Croatie, est un footballeur croate qui évolue au poste d'avant-centre au Jahn Ratisbonne, prêté par le Wolfsberger AC.

## Biographie

### Débuts en Croatie
Natif de Čakovec en Croatie, Dario Vizinger est formé par l'un des clubs de sa ville natale, le HNK Rijeka. Il fait ses débuts en professionnel en 7 mai 2016, lors d'une rencontre de championnat croate face au NK Osijek. Il entre en jeu en fin de partie et les deux équipes font match nul ce jour-là (1-1).
En 2017 il est prêté successivement au NK Hrvatski Dragovoljac puis au NK Rudar Velenje.

### NK Celje
Dario Vizinger rejoint le NK Celje en 2018. Avec ce club il est sacré Champion de Slovénie en 2019-2020. Il contribue grandement à ce sacre, marquant 23 buts en 35 matches de championnat, faisant de lui le deuxième meilleur buteur de la ligue. Il reçoit le prix du meilleur jeune joueur de la saison et est nommé dans l'équipe type de la saison 2019-2020.
Le 19 août 2020 il joue son premier match de Ligue des champions face au Dundalk FC, où il se distingue en inscrivant un but, participant à la victoire de son équipe (3-0).

### Wolfsberger AC
Le 8 septembre 2020 Dario Vizinger rejoint l'Autriche en s'engageant jusqu'en 2024 avec le Wolfsberger AC. Il joue son premier match sous ses nouvelles couleurs dès la première journée de la saison 2020-2021 du championnat d'Autriche face au Red Bull Salzbourg, le 13 septembre 2020. Il entre en jeu et se distingue en marquant également son premier but, mais ne peut éviter la défaite des siens (1-3). Son équipe étant qualifiée pour la phase de groupe de Ligue Europa 2020-2021, Vizinger y participe et se fait remarquer dans cette compétition le 3 décembre 2020 face au CSKA Moscou, en donnant la victoire à son équipe en marquant le seul but de la partie,.

### Jahn Ratisbonne
Le 2 septembre 2022, Dario Vizinger rejoint le Jahn Ratisbonne sous la forme d'un prêt d'une saison.

### En sélection nationale
Il compte deux sélections avec l'équipe de Croatie des moins de 20 ans, toutes les deux obtenues en septembre 2018.
Dario Vizinger fête sa première sélection avec l'équipe de Croatie espoirs le 11 octobre 2019, face à la Hongrie. Il entre en jeu à la place de Sandro Kulenović lors de cette rencontre remportée sur le score de quatre buts à un.

## Palmarès
NK Celje
- Championnat de Slovénie (1) :
  - Champion : 2019-20.

## Distinctions personnelles
- Élu meilleur jeune joueur de la saison 2019-2020 du championnat de Slovénie.
- Nommé dans l'équipe type de la saison 2019-2020 du championnat de Slovénie.